# Daniel Mesguich
 (mars 2021).
Pour les articles homonymes, voir Mesguich.
Daniel Mesguich, né le 15 juillet 1952 à Alger (Algérie française), est un acteur, metteur en scène de théâtre, écrivain, récitant et professeur d'art dramatique français.

## Biographie
Né dans une famille juive d'Algérie, jusqu'à l'âge de 10 ans, il vit en Algérie (française),.
Il arrive à Marseille en 1962. En même temps qu'il est élève au lycée Thiers, il suit au Conservatoire de Marseille les cours de théâtre d'Irène Lamberton. Il vit ensuite à Paris, où il suit des études de philosophie à la faculté de Censier. Il est admis en 1970 au Conservatoire national supérieur d'art dramatique, où il reçoit l’enseignement d'Antoine Vitez et de Pierre Debauche.
À peine sorti du conservatoire, il fonde sa compagnie, le Théâtre du Miroir avec laquelle il crée de nombreux spectacles, et commence à jouer au cinéma et à la télévision.
Il ouvre un cours d'art dramatique.
Dix ans après sa sortie du Conservatoire comme élève, il y revient comme professeur à la demande de Jean-Pierre Miquel, en 1983. Il y enseigne pendant plus de 30 ans. Il dirige l'établissement de 2007 à 2013.
À la tête du Conservatoire, il est contestée par les élèves et une partie des enseignants. En 2013, les étudiants envoient une lettre à la ministre de la culture, Aurelie Filipetti, dans laquelle ils dénoncent la direction de Mesguich, sa pédagogie et le manque d'ouverture sur l'extérieur de l'école. Il leur répond par une lettre d'une vingtaine de pages. À la suite de ces évènements, il est remplacé par Claire Lasne Darceuil,,.
Outre la direction du Conservatoire, il a assumé de hautes responsabilités culturelles, dont la direction de deux centres dramatiques nationaux : le théâtre Gérard Philipe de Saint-Denis et La Métaphore, actuel théâtre du Nord, à Lille.
En 1979, il joue son premier rôle important dans L'amour en fuite de François Truffaut.
Une salle de théâtre est baptisée à son nom aux Cours Florent.
Avec son ex-épouse Danielle Barthélemy, professeur de lettres, il est le père de William Mesguich (1972), de Sarah Mesguich (1975), de Rébecca Mesguich (1982) et de Jessica Mesguich (1986).
Depuis 2018, il est marié à Sterenn Guirriec avec laquelle il a une fille : Ézekielle Mesguich.
En 2017, il crée à Paris sa propre École d'Art Dramatique : le Cours Mesguich.

### Distinctions
- Chevalier de la Légion d'honneur
- Chevalier de l'ordre national du Mérite
- Commandeur de l'ordre des Arts et des Lettres
- Coup de cœur Parole Enregistrée et Documents Sonores 2020 de l’Académie Charles-Cros pour la lecture de A la Recherche du Temps Perdu, romans de Marcel Proust, proclamé le 13 septembre 2020 au Jardin du Musée Jean de la Fontaine à Château-Thierry[9]

## Filmographie

### Cinéma

#### Longs métrages
- 1977 : La Fille de Prague avec un sac très lourd de Danielle Jaeggi
- 1978 : Molière d'Ariane Mnouchkine : Monsieur, frère du Roi
- 1978 : Le Dossier 51 de Michel Deville : Esculape 4
- 1979 : L'Amour en fuite de François Truffaut : Xavier Barnerias
- 1979 : Clair de femme de Costa-Gavras
- 1979 : Subversion de Stanislav Stanojevic
- 1980 : La Banquière de Francis Girod : Rémi Lecoudray
- 1981 : Quartet de James Ivory : Pierre Schlamovitz
- 1981 : La Chanson du mal-aimé de Claude Weisz
- 1981 : Allons z'enfants d'Yves Boisset
- 1983 : La Belle Captive d'Alain Robbe-Grillet : Walter Raim
- 1983 : Les Mots pour le dire de José Pinheiro : le psychanalyste
- 1983 : Les Îles de Iradj Azimi : Mathieu
- 1984 : Le Bon Plaisir de Francis Girod (voix seulement)
- 1984 : L'Araignée de satin de Jacques Baratier : Le prêtre
- 1984 : Mon inconnue de Philippe Harel (court-métrage)
- 1984 : Paris vu par... vingt ans après Place Clichy de Bernard Dubois
- 1985 : Contes clandestins de Dominique Crèvecœur
- 1989 : L'Autrichienne de Pierre Granier-Deferre : Fouquier-Tinville
- 1990 : La Femme fardée de José Pinheiro
- 1990 : Lacenaire de Francis Girod : le mari d'Ida
- 1994 : Le Radeau de La Méduse d'Iradj Azimi
- 1995 : Jefferson à Paris de James Ivory : Mesmer
- 1997 : Tiré à part de Bernard Rapp : Nicolas Fabry
- 2001 : D'Artagnan (The Musketeer) de Peter Hyams : Louis XIII
- 2003 : Le Divorce de James Ivory : expert du Louvre
- 2003 : Le Tango des Rashevski de Sam Garbarski : David Rashevski
- 2012 : Le Capital de Costa-Gavras : Jack
- 2018 : Astérix : Le Secret de la potion magique de Louis Clichy & Alexandre Astier : Sulfurix
- 2021 : Tout s'est bien passé de François Ozon : Maître Kiejman
- 2025 : Kaamelott : Deuxième volet partie 1 d’Alexandre Astier : Conle le Fameux

#### Courts métrages
- 1980 : Paris avenue de Magali Cerda
- 1984 : Mon inconnue de Philippe Harel
- 1996 : Te quiero de Joël Delsaut
- 2002 : Le P'tit pardon de Sophie Riffont
- 2002 : Nuit d'argent de Michaël Donio
- 2003 : Cocteau et compagnie de Jean-Paul Fargier : la voix du commentaire

### Télévision
- 1975 : Kafka : La Lettre au père de Nat Lilienstein
- 1975 : Le Cardinal de Retz de Bernard d'Abrigeon
- 1979 : Joséphine ou la comédie des ambitions de Robert Mazoyer : Napoléon Bonaparte
- 1979 : Médecins de nuit de Pierre Lary (épisode : Les Margiis)
- 1980 : Aéroport : Charter 2020 de Pierre Lary
- 1982 : La Sorcière de Charles Brabant : le génie
- 1983 : La Vie de Berlioz de Jacques Trébouta : Berlioz adulte
- 1984 : Le Château de Jean Kerchbron : Joseph K
- 1986 : Grand Hôtel de Jean Kerchbron : Jim
- 1988 : La Garçonne d'Étienne Périer : Lucien
- 1989 : Mon dernier rêve sera pour vous de Robert Mazoyer : Bonaparte
- 1989 : Les Nuits révolutionnaires de Charles Brabant : l'homme de l'ombre
- 1989 : Den Döende dandyn d'Anders Wahlgren : Jules Pascin
- 1992 : Une partie en trop de Pierre Matteuzzi : Serge Pellettier
- 1995 : L'Affaire Dreyfus d'Yves Boisset : Léon Blum
- 1996 : L'Allée du Roi de Nina Companeez : Bourdaloue
- 2001 : Un Pique-nique chez Osiris de Benoît Charrie et Khaled Haffad : Paul-Louis Gérard
- 2008 : L'enfer de Matignon, documentaire en quatre parties de Philippe Kohly : Voix off.
- 2009 : L'Affaire Salengro d'Yves Boisset : Léon Blum
- 2010 : Chateaubriand de Pierre Aknine : René de Chateaubriand
- 2011 : Mort d'un président de Pierre Aknine
- 2013 : Crime d'état de Pierre Aknine : Achille Peretti
- 2020 : Astrid et Raphaëlle : Athanasius

## Théâtre

### Comédien
- 1971 : Andromaque de Racine, mise en scène Jean Meyer, Théâtre des Célestins
- 1971 : Lorenzaccio d'Alfred de Musset, mise en scène Jean Meyer, Odéon antique
- 1972 : Le Château de Franz Kafka, mise en scène Daniel Mesguich, Conservatoire national supérieur d'art dramatique
- 1973 : Le Prince travesti de Marivaux, mise en scène Daniel Mesguich, Conservatoire national supérieur d'art dramatique
- 1973 : Les Catcheuses de Jean-Bernard Moraly, mise en scène Daniel Mesguich, Théâtre des Amandiers, Théâtre Firmin Gémier Antony, Théâtre Daniel Sorano Vincennes
- 1974 : Candide de Voltaire, mise en scène Daniel Mesguich
- 1974 : Le Prince travesti de Marivaux, mise en scène Daniel Mesguich
- 1974 : Jean Harlow contre Billy the Kid de Michael McClure, mise en scène Antoine Bourseiller, Nouveau Théâtre national de Marseille, Théâtre de Nice
- 1975 : Des épaules aux pieds de Paul Huet, mise en scène Daniel Mesguich, Théâtre Ouvert, Festival d’Avignon
- 1976 : Remembrances d'amour de Daniel Mesguich et Serge Valletti, mise en scène Daniel Mesguich et Gervais Robin, Théâtre Ouvert, Festival de Guanajato Mexique
- 1979 : Danton et Robespierre d'Alain Decaux, Stellio Lorenzi et Georges Soria, mise en scène Robert Hossein, Palais des congrès de Paris
- 1980 : Poker tournant, pièce radiophonique de Jean Thibaudeau, réalisée par Jacques Taroni, France Culture[10]
- 1985 : L'Entretien de M. Descartes avec M. Pascal le jeune de Jean-Claude Brisville, mise en scène Jean-Pierre Miquel, Odéon-Théâtre de l'Europe, reprise en 2007 au Théâtre de l'Œuvre dans une mise en scène de Daniel Mesguich, avec William Mesguich
- 1987 : Hamlet de William Shakespeare, mise en scène Daniel Mesguich, Théâtre Gérard Philipe
- 1988 : La Liberté ou la mort d'après Danton et Robespierre d'Alain Decaux, Stellio Lorenzi et Georges Soria, mise en scène Robert Hossein, Palais des congrès de Paris
- 1988 : Les Apprentis Sorciers de Lars Kleberg, mise en scène Antoine Vitez, Festival d'Avignon
- 1991 : Un pli, mise en scène Daniel Mesguich, Festival d'Avignon
- 2001 : Dom Juan, mise en scène Daniel Mesguich, Théâtre de l'Athénée : Dom Juan
- 2007 : L'Entretien de M. Descartes avec M. Pascal le jeune de Jean-Claude Brisville, mise en scène Daniel Mesguich, Théâtre de l'Œuvre
- 2008 : L'Entretien de M. Descartes avec M. Pascal le jeune de Brisville, mise en scène Daniel Mesguich, tournée
- 2008 : Phasmes textes choisis et interprétés par Daniel Mesguich, Théâtre du Rond-Point
- 2009 : Phasmes textes choisis et interprétés par Daniel Mesguich, Théâtre du Chêne Noir
- 2009 : L'Entretien de M. Descartes avec M. Pascal le jeune de Brisville, mise en scène Daniel Mesguich, tournée
- 2010 : L'Entretien de M. Descartes avec M. Pascal le jeune de Brisville, mise en scène Daniel Mesguich, Théâtre national de Nice
- 2014-2016 : Trahisons d'Harold Pinter, adaptation de Daniel Mesguich, Production : Compagnie Miroir et Métaphore, Festival Off d'Avignon, tournée
- 2015-2016 : Le Prince travesti de Marivaux, Festival Off d'Avignon, tournée
- 2017 : "Au bout du Monde" d'Après la Langue d'Olivier Rollin, Festival Off d'Avignon 2017, tournée;
- 2018-2021 : "Le Souper", de Jean-Claude Brisville, Théâtre de Poche Montparnasse 2018, Festival Off d'Avignon 2019

### Metteur en scène
- 1972 : Le Château d'après Kafka, Conservatoire national supérieur d'art dramatique et Festival d’Avignon
- 1973 : Le Prince travesti de Marivaux, Conservatoire national supérieur d'art dramatique
- 1973 : Les Catcheuses de Jean-Bernard Moraly, Théâtre des Amandiers, Théâtre Firmin Gémier Antony, Théâtre Daniel Sorano Vincennes
- 1974 : Candide de Voltaire
- 1974 : Le Prince travesti de Marivaux, Biothéâtre Paris
- 1975 : A comme Andromaque
- 1975 : Des épaules aux pieds de Paul Huet, Théâtre Ouvert, Festival d’Avignon
- 1975 : Andromaque de Racine, Théâtre Marie-Stuart Paris
- 1975 : Britannicus de Racine, Théâtre de la Potinière
- 1976 : Remembrances d'amour de Daniel Mesguich et Serge Valletti, mise en scène avec Gervais Robin, Théâtre Ouvert, Festival de Guanajato Mexique
- 1976 : Scédase d'Alexandre Hardy, Théâtre Paris-Nord, Théâtre des Amandiers
- 1977 : Le Hamlet de Shakespeare d'après William Shakespeare, Archidame de Hélène Cixous et Jean-Luc Godard, Maison de la Culture Grenoble, Théâtre des Amandiers
- 1980 : Tête d'or de Paul Claudel, Théâtre Gérard Philipe
- 1981 : Le Roi Lear de William Shakespeare, Cour d’honneur du Palais des Papes Festival d’Avignon
- 1981 : Gaston Portail contre Raoul Casborgnac, philosophe de Désirée Olmi, Festival d’Avignon
- 1981 : Répertoire 5, Festival d’Avignon, de jeunes acteurs interprètent des extraits de grands textes
- 1982 : Platonov d’Anton Tchekhov, Théâtre de l'Athénée-Louis-Jouvet
- 1983 : La Dévotion à la croix de Calderon, Théâtre municipal Festival d'Avignon, Théâtre de Chaillot Salle Gémier
- 1984 : Folie ordinaire d'une fille de Cham de Julius Amédé Laou, Théâtre de la Bastille
- 1985 : Lorenzaccio d’Alfred de Musset, Théâtre Gérard Philipe
- 1985 : Roméo et Juliette de William Shakespeare, Théâtre de l'Athénée-Louis-Jouvet
- 1985 : Platonov d’Anton Tchekhov, Théâtre de l'Athénée-Louis-Jouvet
- 1987 : Hamlet de William Shakespeare, Théâtre Gérard Philipe
- 1988 : Le Désespoir tout blanc de Clarisse Nicoïdski, Théâtre Gérard Philipe
- 1989 : Titus Andronicus de William Shakespeare, Théâtre de l'Athénée-Louis-Jouvet
- 1990 : L'Antiphon de Djuna Barnes, Comédie-Française au Théâtre national de l'Odéon
- 1991 : Un pli : extraits de La Seconde Surprise de l'amour, Britannicus, Amour et Piano, Andromaque, Le Circuit, Festival d'Avignon
- 1991 : La Seconde Surprise de l'amour de Marivaux, Théâtre national de Lille
- 1991 : Marie Tudor de Victor Hugo, Théâtre national de Lille
- 1992 : Boulevard du boulevard de Gaston Portail, Théâtre national de Lille
- 1992 : Folie ordinaire d'une fille de Cham de Julius Amédé Laou, Théâtre national de Lille
- 1992 : Andromaque de Racine, Théâtre national de Lille
- 1993 : Titus Andronicus de William Shakespeare, Théâtre national de Lille
- 1993 : Flandrin acteur de Pierre Debauche, Théâtre national de Lille
- 1994 : Ann Boleyn de Clarisse Nicoïdski
- 1994 : Les Petits Poissons de Clarice Lispector, Le Grand Bleu CDN Lille
- 1994 : Bérénice de Racine, Théâtre national de Lille
- 1994 : L’Histoire (qu’on ne connaîtra jamais) d’Hélène Cixous, Théâtre de la Ville
- 1996 : Dom Juan de Molière, Théâtre national de Lille
- 1996 : Hamlet de William Shakespeare, Théâtre national de Lille
- 1996 : Mithridate de Racine, Comédie-Française
- 1997 : La Vie parisienne de Jacques Offenbach, Comédie-Française
- 1998 : La Tempête de William Shakespeare, Comédie-Française
- 1999 : Andromaque de Racine, Comédie-Française
- 1999 : La Seconde Surprise de l'amour de Marivaux, Théâtre de l'Athénée-Louis-Jouvet
- 2000 : Médée d’Euripide, La Filature
- 2000 : Électre de Sophocle, La Filature
- 2000 : Le Prince de Hombourg d'Heinrich von Kleist, Comédie de Saint-Étienne, Théâtre de l'Athénée-Louis-Jouvet
- 2001 : Le Diable et le Bon Dieu de Jean-Paul Sartre, Théâtre de l'Athénée-Louis-Jouvet
- 2001 : Dom Juan de Molière, Théâtre de l'Athénée-Louis-Jouvet
- 2003 : Dom Juan de Molière
- 2003 : Antoine et Cléopâtre de William Shakespeare, Théâtre de l'Athénée-Louis-Jouvet
- 2004 : Le Dibbouk, Espace Rachi Paris
- 2005 : Actes d’Anton Tchekhov, Théâtre national de Nice
- 2006 : Cinna de Corneille, festival Automne en Normandie
- 2006 : Le Boulevard du boulevard du boulevard de Daniel Mesguich, Théâtre du Rond-Point
- 2007 : Le Désespoir tout blanc de Clarisse Nicoïdski, Festival off d’Avignon
- 2007 : L'Entretien de M. Descartes avec M. Pascal le jeune de Jean-Claude Brisville, Théâtre de l'Œuvre
- 2008 : Phasmes, Théâtre du Rond-Point
- 2008 : Du cristal à la fumée de Jacques Attali, Théâtre du Rond-Point
- 2010 : Agatha de Marguerite Duras, Théâtre du Chêne Noir
- 2011 : Hamlet de William Shakespeare, Théâtre de Chelles, La Criée à Marseille, Théâtre de Suresnes J.Vilar, tournée
- 2014-2016 : Trahisons d'Harold Pinter, adaptation de Daniel Mesguich, Production: Compagnie Miroir et Métaphore, Festival Off d'Avignon, tournée
- 2015-2016 : Le Prince travesti de Marivaux, Festival Off d'Avignon, tournée
- 2017 : Lili, d'après le désespoir tout blanc de Clarisse Nicoïdski, au Festival Off d'Avignon 2017, tournée
- 2018 : La Mort d'Agrippine, d'Hercule Savinien Cyrano de Bergerac, au Festival Off d'Avignon puis au Théâtre Déjazet en 2019;
- 2019 : Bérénice presque la fin, d'après Bérénice de Jean Racine et Angst d'Hélène Cixous, au Festival Off d'Avignon 2019;
- 2020 : Mon Isménie d'Eugène Labiche au théâtre de Poche-Montparnasse
- 2021: Fracasse, d'après Théophille Gauthier

## Mise en scène d’opéra
- 1981 : Le Grand Macabre de György Ligeti, Opéra de Paris
- 1983 : L'Amour des trois oranges de Sergueï Prokofiev, Salle Favart
- 1983 : La Passion de Gilles de Philippe Boesmans, La Monnaie (Bruxelles)
- 1988 : Der Ring des Nibelungen de Richard Wagner, Opéra de Nice, Théâtre des Champs-Élysées
- 1994 : Un bal masqué de Giuseppe Verdi, Opéra de Lille
- 1996 : GO-gol de Michaël Levinas, Opéra de Montpellier
- 1998 : Wozzeck d’Alban Berg, Opéra de Montpellier
- 1999 : Rimbaud-Verlaine, un amour fou : des saisons en enfer, mélodrame lyrique de Marius Constant. Livret de Pierre Bourgeade, Espace Pierre Cardin.
- 2000 : Le Fou de Marcel Landowski, Opéra de Montpellier
- 2002 : Joseph Merrick dit Elephant man de Laurent Petitgirard, Opéra de Prague et Opéra de Nice, DVD: Naxos
- 2002 : La Damnation de Faust de Hector Berlioz, Opéra de Leipzig
- 2012 : La Flûte enchantée de Wolfgang Amadeus Mozart, Opéra-théâtre de Metz
- 2014 : La lettre des sables de Christian Lauba, Opéra national de Bordeaux

## Publications
- Ouvrage collectif sous la direction de Leïla Sebbar, Une enfance juive en Méditerranée musulmane, St-Pourçain sur Sioule, Bleu autour, 2012.
- Daniel Mesguich et Rodolphe Fouano, Je n'ai jamais quitté l'école : Entretiens, Paris, Éditions Albin Michel, coll. « Essais », 2009, 195 p. (ISBN 978-2-226-18998-1)
- Daniel Mesguich et Antoine Spire, Le Passant composé, Lormont, France, Éditions Le Bord de l'eau, coll. « Nouveaux classiques », 2004, 74 p. (ISBN 978-2-911803-83-3)
- Assia Djebar, Ariane Mnouchkine, Daniel Mesguich, Mireille Calle-Gruber et Hélène Cixous, Au théâtre, au cinéma, au féminin, Paris, L'Harmattan, 2003, 244 p. (ISBN 978-2-7475-1714-0, lire en ligne)
- Daniel Mesguich, L'Éternel Éphémère, Paris, Le Seuil, coll. « Fiction & Cie », 1991, 188 p. (ISBN 978-2-02-013686-0)rééd. L'éternel éphémère : Suivi de Le sacrifice de Daniel Mesguich et Jacques Derrida, Verdier, Lagrasse, France, 2006, 153p.  (ISBN 978-2864324614)

### Essais
- L'Éternel Éphémère, Éditions du Seuil, 1991
- L'Éternel Éphémère, Verdier, 2006
- Le Théâtre (avec Alain Viala), PUF coll. « Que sais-je ? », 2011
- Estuaires, Gallimard 2017
- Andromaque, Racine (accompagnement de Danielle et Daniel Mesguich), Bibliothèque Gallimard, 2001

### Théâtre
- Boulevard du boulevard du boulevard, théâtre, L'avant-scène théâtre, 2006

### Livret d'Opéra
- La Lettre des sables, éditions des Quatre Vents, 2014

### Entretiens
- Je n'ai jamais quitté l'école... (avec Rodolphe Fouano), Albin Michel, 2009
- Vie d'artiste (avec Jocelyne Sauvard), Écriture, 2012
- Le passant composé, Éditions Le Bord de l'eau, 2004

### Traductions
- Le Prince de Hombourg de Kleist, Le Bord de l'Eau, 2005
- Médée d'Euripide, L'avant-scène théâtre/Collection des quatre-vents, 2008
- Hamlet de Shakespeare, Albin Michel 2012
- Antoine et Cléopâtre de Shakespeare, Verdier, 2003
- La Tempête de Shakespeare, Éditions Comédie Française, 1998

### Roman
- L'Effacée : roman, Paris, Éditions Plon, 2009, 108 p. (ISBN 978-2-259-20329-6)